# (466639) 2014 WO46
(466639) 2014 WO46 es un asteroide perteneciente al cinturón de asteroides, descubierto el 27 de octubre de 2005 por el equipo Spacewatch desde el Observatorio Nacional de Kitt Peak (Arizona, Estados Unidos).